# Xian d'Anping
Pour les articles homonymes, voir Anping (homonymie).
Le xian d'Anping (安平县 ; pinyin : Ānpíng Xiàn) est un district administratif de la province du Hebei en Chine. Il est placé sous la juridiction de la ville-préfecture de Hengshui.

## Démographie
La population du district était de 320 348 habitants en 1999.